# Chambroncourt
Chambroncourt és un municipi francès situat al departament de l'Alt Marne i a la regió del Gran Est. L'any 2007 tenia 39 habitants.

## Demografia

### Població
El 2007 la població de fet de Chambroncourt era de 39 persones. Hi havia 20 famílies de les quals 8 eren unipersonals (4 homes vivint sols i 4 dones vivint soles), 8 parelles sense fills i 4 parelles amb fills.
La població ha evolucionat segons el següent gràfic:
Habitants censats

### Habitatges
El 2007 hi havia 31 habitatges, 20 eren l'habitatge principal de la família, 1 era una segona residència i 10 estaven desocupats. 30 eren cases i 1 era un apartament. Dels 20 habitatges principals, 17 estaven ocupats pels seus propietaris i 3 estaven llogats i ocupats pels llogaters; 2 tenien dues cambres, 6 en tenien tres, 3 en tenien quatre i 9 en tenien cinc o més. 18 habitatges disposaven pel capbaix d'una plaça de pàrquing. A 13 habitatges hi havia un automòbil i a 4 n'hi havia dos o més.

### Piràmide de població
La piràmide de població per edats i sexe el 2009 era:
| Homes | Edats   | Dones |
| ----- | ------- | ----- |
| 0     | 95 o +  | 0     |
| 0     | 90 a 94 | 0     |
| 0     | 85 a 89 | 0     |
| 0     | 80 a 84 | 0     |
| 0     | 75 a 79 | 0     |
| 0     | 70 a 74 | 4     |
| 0     | 65 a 69 | 4     |
| 4     | 60 a 64 | 4     |
| 0     | 55 a 59 | 0     |
| 0     | 50 a 54 | 0     |
| 8     | 45 a 49 | 4     |
| 0     | 40 a 44 | 0     |
| 0     | 35 a 39 | 0     |
| 0     | 30 a 34 | 0     |
| 0     | 25 a 29 | 0     |
| 0     | 20 a 24 | 0     |
| 0     | 15 a 19 | 0     |
| 0     | 10 a 14 | 0     |
| 0     | 5 a 9   | 0     |
| 0     | 0 a 4   | 0     |

## Economia
El 2007 la població en edat de treballar era de 25 persones, 15 eren actives i 10 eren inactives. De les 15 persones actives 13 estaven ocupades (8 homes i 5 dones) i 2 estaven aturades (2 homes). De les 10 persones inactives 3 estaven jubilades, 1 estava estudiant i 6 estaven classificades com a «altres inactius».

## Poblacions més properes
El següent diagrama mostra les poblacions més properes.